# Abborrtjärnen (Långseruds socken, Värmland)
Abborrtjärnen är en sjö i Säffle kommun i Värmland och ingår i Göta älvs huvudavrinningsområde. Sjöns area är 0,019 kvadratkilometer och den är belägen 104 meter över havet.